# The Men of Zanzibar
The Men of Zanzibar è un film muto del 1922 diretto da Rowland V. Lee. La sceneggiatura di Edward J. Le Saint si basa sull'omonimo racconto di Richard Harding Davis pubblicato in The Lost Road nel 1913 a New York.

## Trama
A Zanzibar, il console degli Stati Uniti Wilbur Harris viene avvisato che un fuggitivo sta arrivando sulla costa africana. La descrizione fornitagli da un'agenzia investigativa potrebbe corrispondere a quella di Hugh Hemingway, un bostoniano che suscita i sospetti di Harris per essersi tagliato di recente la barba, o a quella di George Sheyer, un altro personaggio che suscita altrettanta diffidenza nel console americano.

## Produzione
Il film fu prodotto dalla Fox Film Corporation.

## Distribuzione
Il copyright del film, richiesto dalla Fox Film Corp., fu registrato il 21 maggio 1922 con il numero LP18014. Lo stesso giorno, distribuito dalla Fox Film Corporation, il film uscì nelle sale statunitensi.
Copia completa della pellicola si trova conservata negli archivi del Museum Of Modern Art di New York.